# Knaackberg
Knaackberg är ett berg i Antarktis. Det ligger i Östantarktis. Nya Zeeland gör anspråk på området. Toppen på Knaackberg är 1 137 meter över havet, eller 705 meter över den omgivande terrängen. Bredden vid basen är 6,0 km.
Terrängen runt Knaackberg är kuperad åt nordväst, men åt sydost är den platt. Trakten är obefolkad. Det finns inga samhällen i närheten.